# Orthocentrus immundus
Orthocentrus immundus là một loài tò vò trong họ Ichneumonidae.